# Tolmerus pauper
Tolmerus pauper là một loài ruồi trong họ Asilidae. Tolmerus pauper được Becker miêu tả năm 1923. Loài này phân bố ở vùng Cổ Bắc giới.